# Bellevalia tabriziana
Bellevalia tabriziana là một loài thực vật có hoa trong họ Măng tây. Loài này được Turrill mô tả khoa học đầu tiên năm 1929.